# نادي أنغوليم
نادي أنغوليم لكرة القدم (بالفرنسية: Angoulême CFC)‏ نادي كرة قدم فرنسي هاوي يلعب في دوري الدرجة السادسة ويقع مقره وسط مدينة أنغوليم تم تأسيس النادي في سنة 1920 .